# Theristus biarcospiculum
Theristus biarcospiculum är en rundmaskart som beskrevs av Timm. Theristus biarcospiculum ingår i släktet Theristus och familjen Monhysteridae. Inga underarter finns listade i Catalogue of Life.